# Археологический музей Пеллы
Археологический музей Пеллы (греч. Αρχαιολογικό Μουσείο Πέλλας) — музей в Греции, один из самых значительных музеев в периферийной единице Пела в периферии Центральная Македония. Находится в городе Пела.

## Пелла
Согласно греческому археологу Манолису Андроникосу в конце V века до н. э. базилевс (царь) Македонии Архелай Македонский (413—399) оставил священный для македонян город Эги и перенёс столицу в Пеллу: на равнину и поближе к морю.
В начале IV века до н. э. Пелла стала крупнейшим городом Македонии. Расцвет Пеллы, пришёлся на конец IV века до н. э., после всегреческого похода Александра Великого на Восток и при его преёмниках.
После завоевания Македонии римлянами во II веке до н. э. Пелла стала центром одного из 4 административных округов римской Македонии, но затем центр был перенесён в более удобно расположенный город Фессалоники, а бывшая столица македонян была заброшена.
Раскопки в городе начались в начале XX века, после освобождения и воссоединения Македонии с Грецией, и продолжались с перерывами с 1914 по 1957 год.
Сегодня Пелла вместе с древним культурным и религиозным центром македонян в Дионе, древней столицей Эги и нынешним административным центром Салоники составляют историческое и туристическое Кольцо Македонии. Как пишет известный греческий археолог Манолис Андроникос в своём труде «Греческое сокровище» (Ελληνικός θησαυρός):
Находки Пеллы ранее и находки Вергины, Диона и Синда сегодня, однозначно коренным образом изменили не только наши знания, но и позицию по отношению к македонянам и Македонии, которая по существу являлась неизвестной, почти таинственной страницей древней греческой истории.
.

## Музей
Здание музея было спроектировано архитектором Костасом Скрумпеллосом и находится на археологической площадке древнего города Пеллы. Строительство здания было завершено в 2009 году.
Музей находится около археологического памятникa древнего македонского дворца. Здание имеет прямоугольный атриум, повторяя центральный перистиль древних зданий Пеллы.
Информационный сектор предоставляет тексты, фотографии, карты, рисунки и макеты археологической площадки и видео фильм о Пелле. На входе располагаются два значительных экспоната: мраморная голова, считающаяся портретом Александра Великого и статуэтка греческого божества Пана.
Ежедневная жизнь Пеллы составляет первую тематическую группу экспозиции. Самыми значительными экспонатами здесь являются напольная мозаика из «Дома Диониса» и «Дома похищения Елены». Находки раскопок предоставляют достаточную информацию о ежедневной жизни в древней Пелле. Экспонаты включают в себя восстановленную мебель, макеты и одежду.
Вторая тематическая группа освещает общественную жизнь Пеллы. Находки происходят из раскопок агоры и связаны с правлением города (монеты, надписи, скульптуры), производством и торговлей (сосуды для транспортировки вин, терракотовые фигурки, оборудование для производства керамики).
Третья тематическая группа состоит из мозаики из святилищ Пеллы (святилища Матери Богов и Афродиты, из Тесмофориона), и другие находки, такие как надписи, сосуды, металлические объекты.
Четвёртая тематическая группа это находки из погребений города. Находки погребений охватывают бронзовый век, железный век, геометрический и архаический периоды (IX—VI вв. до н. э.), классический (V—IV вв. до н. э.) и эллинистический (III—II вв. до н. э.) периоды. Находки дают также информацию о языке жителей города (дорийский диалект древнегреческого языка), и о погребальных ритуалах.
Последняя группа это дворцовая галерея, дающая информацию о архитектурной форме дворца и о жизни и личности Александра Великого.

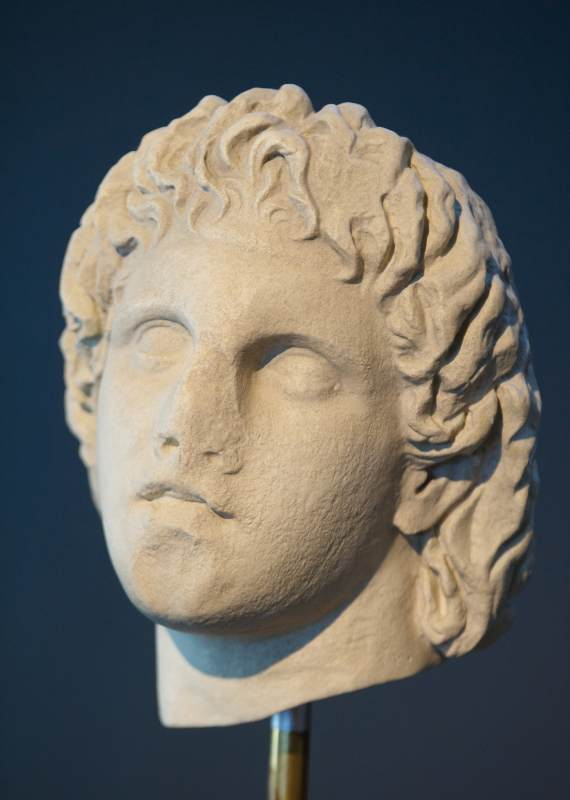
Мраморная голова Александра Великого (325—300 гг. до н. э.). Находка из района города Яница.
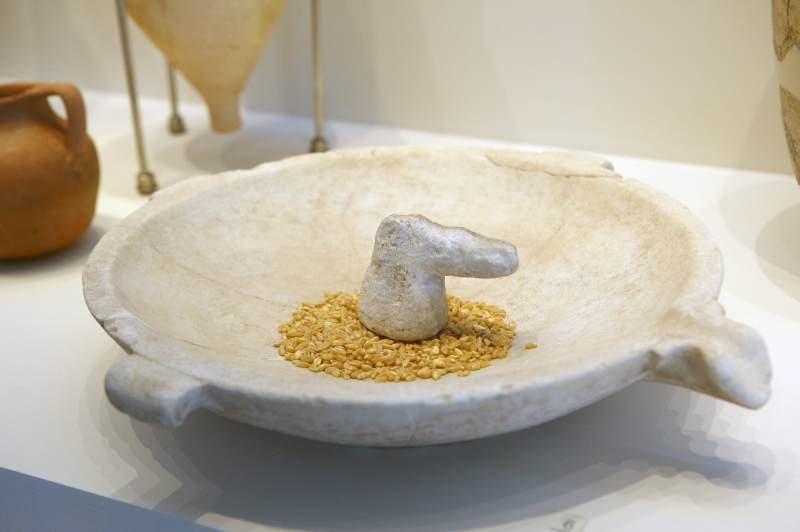
Маленькая миска из шкафа древнего дома (конец IV — начало I века до н. э.)
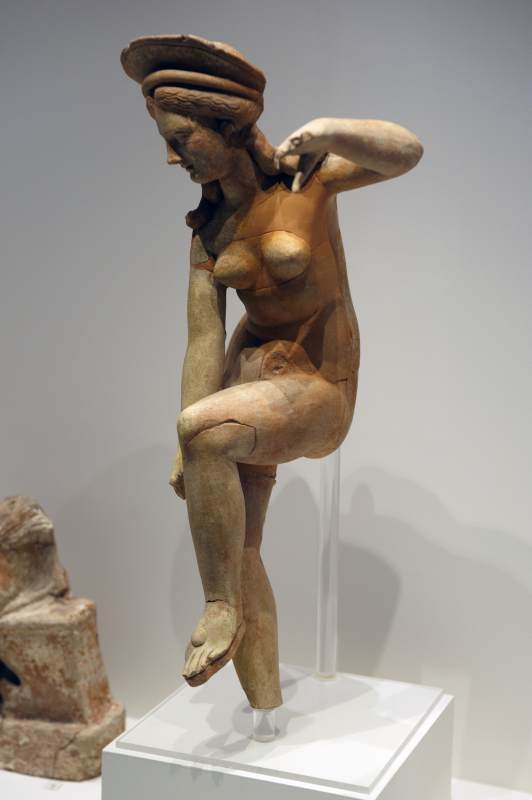
Терракотовая фигурка Афродиты, снимающей свою сандалию. Приношение из святилища Матери Богов и Афродиты (конец IV — начало I века до н. э.)
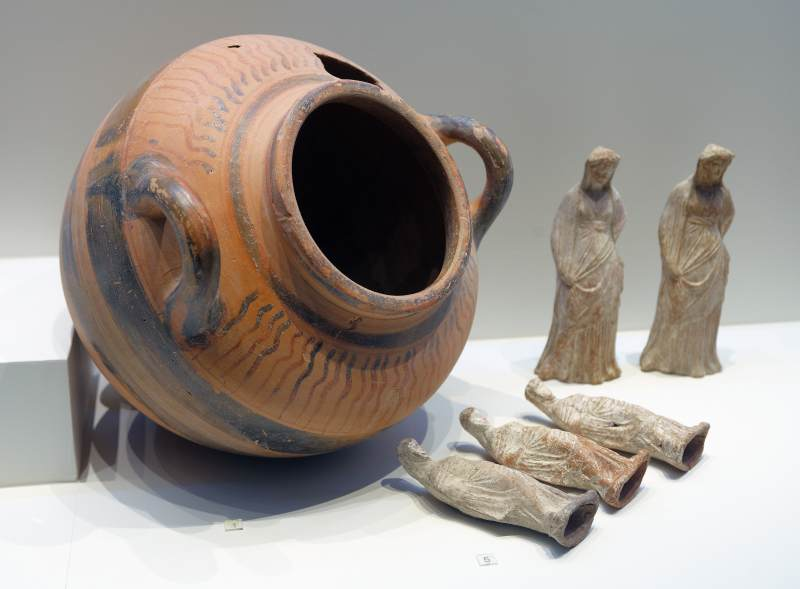
Кремация середины V века. Сосуд использован как урна. Терракотовая фигурка женщины.
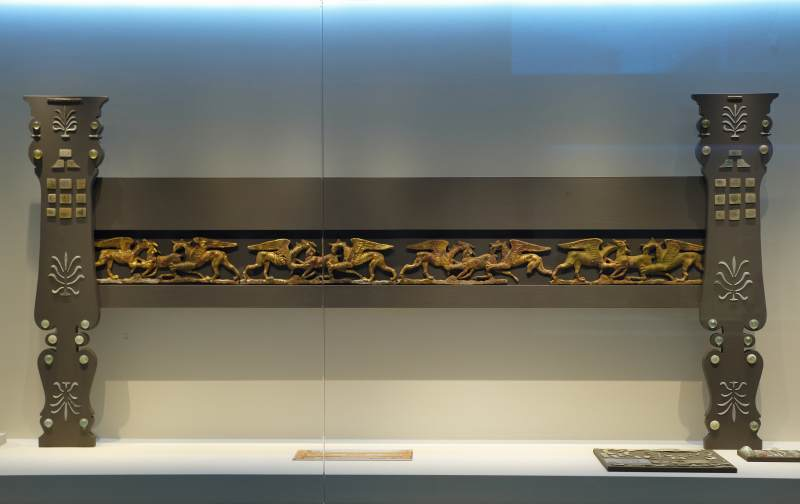
Элементы декорации деревянного захоронения
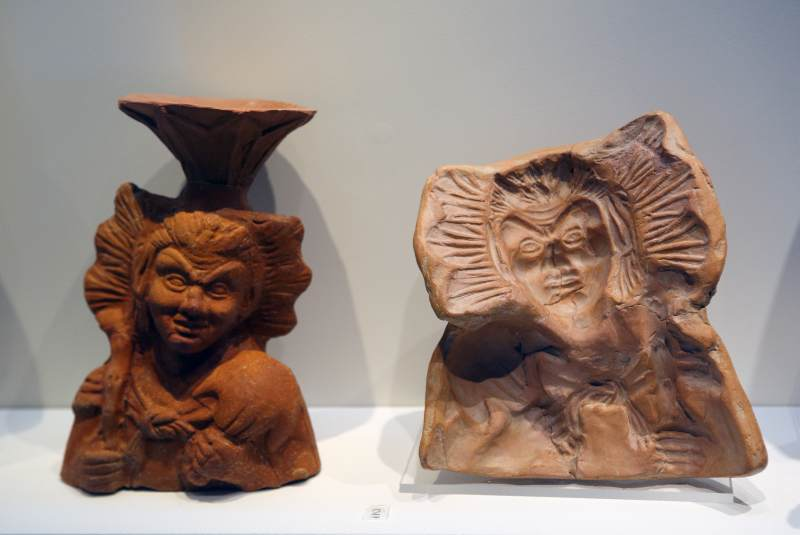
Сатир и фигура в форме ладанки
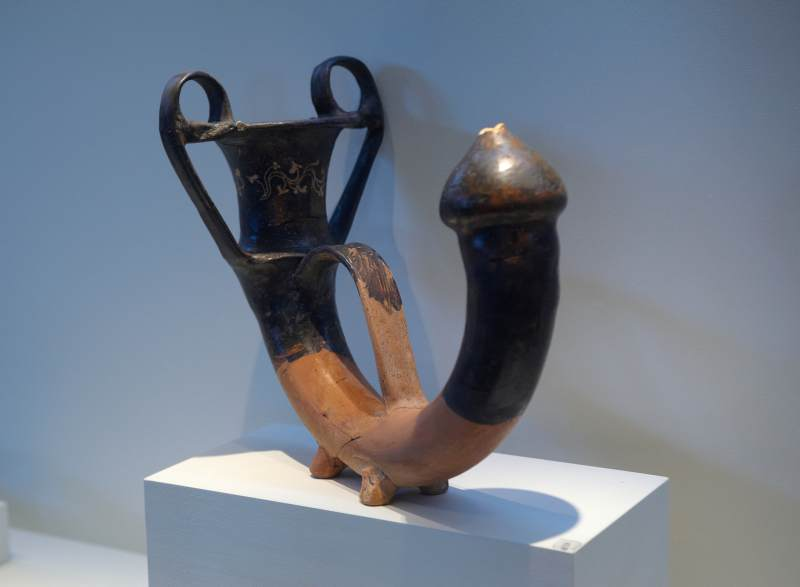
Ритон в виде фаллоса (сосуд для питья и возлияний)
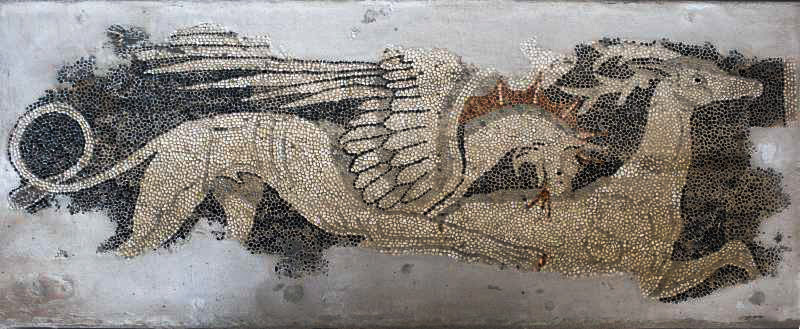
Деталь из мозаики «Грифон, атакующий оленя»
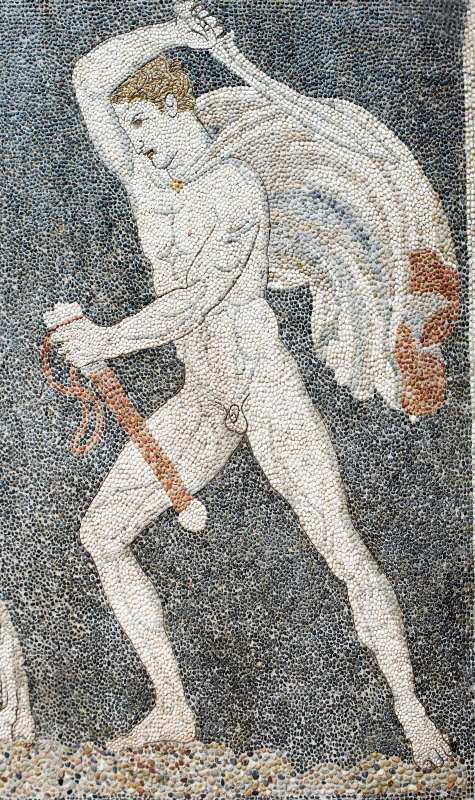
Деталь из мозаики «Охота на льва»
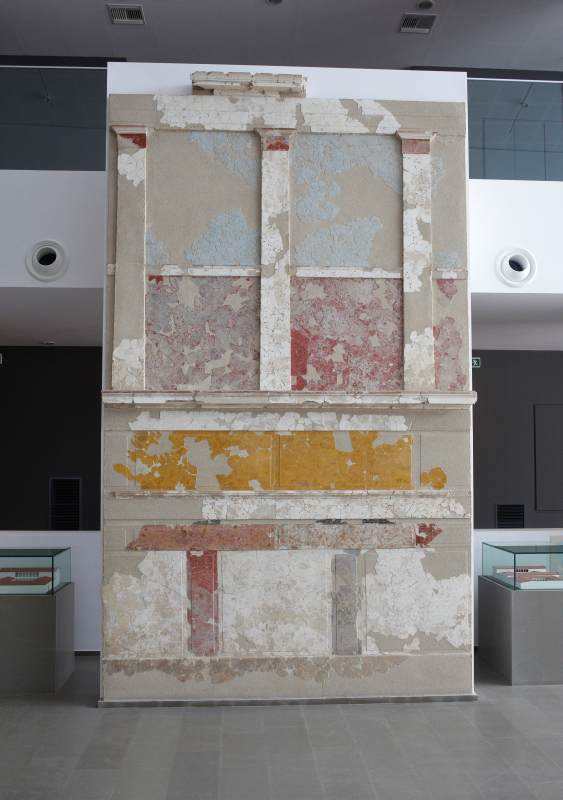
Украшение стены столовой в доме, известном как «дом алебастровых работ»